# Sheikh Zayed-moskee
De Sheikh Zayed-moskee in de stad Fujairah, is de belangrijkste moskee in het Emiraat Fujairah en de tweede grootste in de Verenigde Arabische Emiraten (VAE), na de gelijknamige moskee in Abu Dhabi.

## Geschiedenis
De moskee werd in 2015 geopend en de heerser van Fujairah, Sheikh Hamad bin Mohammed Al Sharqi.

## Geografie
De moskee ligt aan de Mohammed bin Matar Road in het centrum van de stad Fujairah.

## Structuur
Deze grote witte moskee lijkt qua uiterlijk op de Blauwe Moskee in Istanbul en is een herkenningspunt dat zichtbaar is vanaf veel locaties in het centrum van de stad. Het biedt plaats aan ongeveer 28.000 gelovigen en is 39.000 m² groot. Het heeft 65 koepels en zes minaretten, tussen de 80 en 100 meter hoog. De binnenplaats van de moskee, met fonteinen en tuinen, biedt plaats aan 14.000 mensen.